# Трагедія 9 квітня
Трагедія 9 квітня — розгін радянськими військами 9 квітня 1989 р. антирадянської демонстрації у м. Тбілісі, Грузинської РСР, який призвів до численних жертв серед мирного населення. Ця трагедія прискорила вихід Грузії з СРСР. 9 квітня було проголошено «Днем національної єдності» (груз. ეროვნული ერთიანობის დღე), який відзначається в Грузії щорічно.

## Історичне підґрунтя
Події 9 квітня 1989 р. були поворотною точкою декількох днів протесту у центрі Тбілісі спрямованих проти сепаратизму в Абхазії і на підтримку незалежності Грузії. Зокрема, демонстранти висували вимоги скасувати автономію в Абхазії, вимагали більшої незалежності від Москви. Причиною початку мітингів стало рішення одного з сіл Абхазії приєднатися до РРФСР — представники опозиції звинуватили Москву у підбурюванні сепаратизму. Це викликало мітинг протесту 4 квітня 1989 р. у Тбілісі, який організували лідери грузинської опозиції Звіад Гамсахурдія, Мераб Костава та інші. Згодом до гасел зупинити сепаратизм приєдналися також заклики проти Радянської влади в Грузії та на підтримку незалежності Грузії. Багатотисячне зібрання людей в центрі Тбілісі було мирним, не було засвідчено жодних випадків насилля або спроб захопити владу. Попри це, керівництво республіки не вступало в діалог із демонстрантами і натомість почало шукати підтримку у центральної влади СРСР: 7 квітня ЦК Компартії Грузії звернулося до Москви із проханням направити до Тбілісі додаткові військові підрозділи. Рішення розігнати демонстрацію силою було ухвалене грузинськими комуністами 8 квітня. Пізніше, деякі з них стверджували, що отримали безпосередній наказ від Михайла Горбачова негайно звільнити площу від людей. Сам Горбачов стверджував, що довідався про трагедію лише вранці, вже після подій.

## Розгін демонстрації
7-8 квітня до Тбілісі було спрямовано декілька військових підрозділів збройних сил СРСР, зокрема військовослужбовці з Пермі, Воронежа та Горького. Однак у безпосередньому розгоні протестантів брали участь військовослужбовці дивізії Дзержинського з Вірменії і грузинські міліціонери. На чолі операції поставили командувача військовим округом генерала Ігоря Родіонова. Загальна кількість військовослужбовців, безпосередньо залучених до розгону демонстрації, сягала 900 осіб, до котрих також додали військову техніку — бронетранспортери та бойові машини десанту. Напередодні розгону почався показ військової сили — по місту проїхали танки і пролетіли військові гелікоптери. Представлення сили викликало тільки озлоблення людей і збільшило їхню кількість. У ніч на 9 квітня на площі перед парламентом республіки зібралося близько 10 000 осіб, за допомогою вантажівок і тролейбусів були споруджені барикади.
О 2:50 ранку була передана вимога міліції негайно звільнити майдан і розійтися. Через годину з подібним проханням до демонстрантів звернувся патріарх Ілля II. Попри це, демонстранти продовжували співати, показуючи мирні наміри. Також було ухвалено рішення не чинити опору і у разі появи солдатів сідати на землю, оскільки сподівалися, що зазвичай «лежачих не б'ють», армія їх не чіпатиме. Однак о 4:21 почався наступ міліції та військ. Солдати почали бити демонстрантів гумовими кийками, а десантники використовували саперні лопатки проти беззбройних людей. Також застосовувався сльозогінний газ. Унаслідок дій військових загинуло 19 людей, 16 із них молоді жінки. Більшість жертв загинуло від тисняви, коли під натиском військ натовп рушив з площі. Значна кількість людей, понад чотири тисячі, отримали поранення від газу й ударів саперними лопатками. Під час розгону мітингу військові нападали навіть на грузинських міліціонерів, з яких 37 осіб постраждало.

## Наслідки
Розгін демонстрації і застосування сили проти мирних людей викликала значний розголос в СРСР і зокрема в Грузії. Квітневі події в Тбілісі згуртували грузинську опозицію і в такий спосіб прискорили розпад СРСР. На Першому з'їзді народних депутатів СРСР була створена слідча комісія на чолі з Анатолієм Собчаком, яка у своєму звіті визнала надмірне застосування сили військами і погане планування операції. До того ж було відзначено, що основним бажанням військ було не виконати наказ звільнити площу, а помститися демонстрантам та провчити їх. Висновки слідчої комісії Собчака викликали загальне схвалення в Грузії — ім'ям Собчака була названа вулиця і після його смерті йому був встановлений пам'ятник. З приходом до влади Гамсахурдії 9 квітня було проголошено Днем національної єдності. Під час референдуму про збереження СРСР окремий республіканський референдум переважною більшістю висловився за незалежність Грузії. На другі роковини трагедії — 9 квітня 1991 року Грузія проголосила незалежність від СРСР.